# باشگاه فوتبال روزنگرد
باشگاه فوتبال روزنگرد که پیشتر با نام‌های مالمو اف اف دام (۲۰۰۷–۱۹۷۰) و ال دی بی مالمو(۲۰۱۳–۲۰۰۷) شناخته می‌شد؛ یک باشگاه فوتبال حرفه‌ای واقع در شهر مالمو، اسکونه سوئد است. این باشگاه با نام مالمو اف اف دام در سال ۱۹۷۰ تأسیس شد و ۲۲ فصل را در لیگ برتر فوتبال زنان سوئد، دامالسوئنسکان، بازی کرده‌است. این تیم دارای هشت عنوان قهرمانی است که آخرین آن‌ها در سال ۲۰۱۴ بوده‌است. در سال ۲۰۱۰ آن‌ها در ردهٔ اول جدول لیگ برتر زنان قرار داشتند.این تیم بازی‌های خانگی خود را در ورزشگاه مالمو آی پی انجام می‌دهد. این باشگاه ادغام شده دارای هر دو تیم مردان و زنان است.

## تاریخچه
در ۷ سپتامبر ۱۹۷۰ هیئت مدیره باشگاه مامو اف اف تصمیم گرفت تا بخش تیم زنان را برای این باشگاه تأسیس کند که نام آن را مالمو اف اف دام گذاشتند. دام در زبان سوئدی به معنای زنان است که برای تمایز از قسمت مردان این باشگاه انتخاب شده بود. در آوریل ۲۰۰۷ مالمو اف اف دام نام و لوگوی باشگاه و طرح لباس‌های خود را تغییر داد؛ و نام تیم در ۱۱ آوریل ۲۰۰۷ به ال دی بی مالمو تغییر یافت.
و این بدین معنی بود که این باشگاه کاملاً از باشگاه مالمو اف اف جدا شده و یک باشگاه جدیدی را به وجود آورده است. این تغییر نام مربوط به معاملهٔ ۲۴ میلیون کرون سوئد شرکت مراقبت از پوست هارتفورد حامی این تیم بود که باعث شد نام آن به مارک معروف این شرکت یعنی Lait de Beauté تغییر کند.
پس از کسب شش نایب قهرمانی از سال ۱۹۹۴ نهایتاً آن‌ها در سال ۲۰۱۰ موفق به قهرمانی در لیگ برتر زنان سوئد شوند؛ که باعث شد تا آن‌ها برای لیگ قهرمانان اروپای زنان در فصل ۲۰۱۲–۲۰۱۱ نیز انتخاب شوند. باشگاه فوتبال ال دی اف از عنوان خود در سال ۲۰۱۱ نیز دفاع کند. در سال ۲۰۱۲ آن‌ها عنوان خود را در بازی پایانی فصل با نتیجهٔ ۱–۰ به تیرسو اف‌اف واگذار کردند. در سال ۲۰۱۳ آن‌ها دوباره به مدال طلا دست یافتند. (با برد ۲–۳ در مقابل تیرسو اف اف)

## اعضای تیم در سال ۲۰۱۵

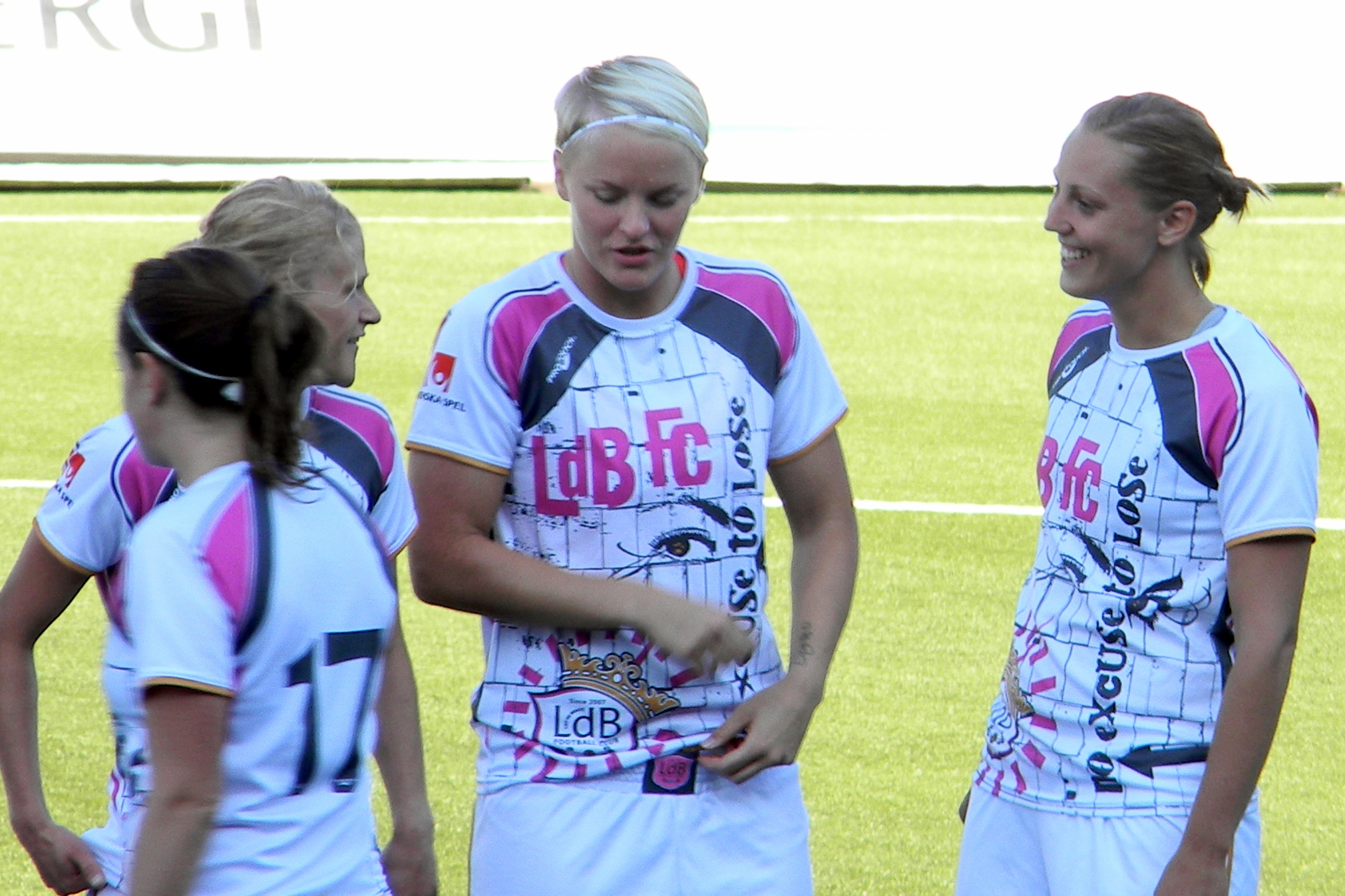
نیلا فیشر با پیراهن روزنگرد (در وسط) ژوئیه ۲۰۱۱

تا تاریخ ۱۴ آگوست ۲۰۱۵
| شماره |               | پست       | بازیکن                             |
| ----- | ------------- | --------- | ---------------------------------- |
| 1     | آلمان         | دروازه‌بان | Kathrin Längert                    |
| 2     | دانمارک       | مدافع     | Line Røddik Hansen                 |
| 3     | سوئد          | مدافع     | Amanda Ilestedt                    |
| 4     | سوئد          | مدافع     | Emma Berglund                      |
| 5     | نیوزیلند      | مدافع     | Ali Riley                          |
| 6     | انگلستان      | مدافع     | آنیتا آسانت                        |
| 7     | ایسلند        | مهاجم     | Sara Björk Gunnarsdóttir (captain) |
| 8     | هلند          | هافبک     | Kirsten van de Ven                 |
| 9     | مقدونیه شمالی | هافبک     | Nataša Andonova                    |
| 10    | سوئیس         | مهاجم     | Ramona Bachmann                    |
| 11    | برزیل         | مهاجم     | مارتا                              |
| 12    | سوئد          | هافبک     | Sofia Hagman                       |

| شماره |         | پست       | بازیکن               |
| ----- | ------- | --------- | -------------------- |
| 15    | سوئد    | هافبک     | Therese Sjögran      |
| 16    | سوئد    | مدافع     | Lina Nilsson         |
| 20    | کانادا  | مهاجم     | Josée Bélanger       |
| 22    | سوئد    | هافبک     | Hanna Persson        |
| 23    | سوئد    | مهاجم     | Nathalie Persson     |
| 24    | سوئد    | مدافع     | Ebba Wieder          |
| 25    | سوئد    | مدافع     | Emma Pennsäter       |
| 27    | دانمارک | هافبک     | Sofie Junge Pedersen |
| 28    | سوئد    | هافبک     | Malin Gunnarsson     |
| 30    | سوئد    | دروازه‌بان | Zecira Musovic       |
| –     | سوئد    | مهاجم     | Erica Ekelund        |